# Lontana da me
Lontana da me (From the Rooftop) è un singolo del rapper italiano Coez, pubblicato il 28 giugno 2016 come unico estratto dall'EP From the Rooftop.

## Descrizione
Il brano era stato pubblicato la prima volta, in versione demo, all'interno dell'album Non erano fiori del 2013.

## Video musicale
Il 10 ottobre 2013 è stato pubblicato su YouTube il video ufficiale del brano, con la regia di Niccolò Celaia. Il 29 giugno 2016, sulla stessa piattaforma, è invece stato pubblicato il video della sessione acustica del singolo, come quinto episodio della serie From the Rooftop.

## Tracce
Testi di Coez, musiche di Coez e Riccardo Sinigallia.
1. Lontana da me (From the Rooftop) – 3:50